# Идзумисано
Идзумисано (яп. 泉佐野市 Идзумисано-си) — город в Японии, находящийся в префектуре Осака. Площадь города составляет 55,03 км², население — 99 549 человек (1 августа 2014), плотность населения — 1809,00 чел./км².

## Географическое положение
Город расположен на острове Хонсю в префектуре Осака региона Кинки. С ним граничат города Кайдзука, Сеннан, Кинокава и посёлки Куматори, Тадзири.

## Население
Население города составляет 99 549 человек (1 августа 2014), а плотность — 1809,00 чел./км². Изменение численности населения с 1980 по 2005 годы:
| 1980 | 90 684 чел. |  |
| 1985 | 91 563 чел. |  |
| 1990 | 88 866 чел. |  |
| 1995 | 92 583 чел. |  |
| 2000 | 96 064 чел. |  |
| 2005 | 98 889 чел. |  |

## Символика
Деревом города считается гинкго, цветком — Lilium japonicum.

## Галерея

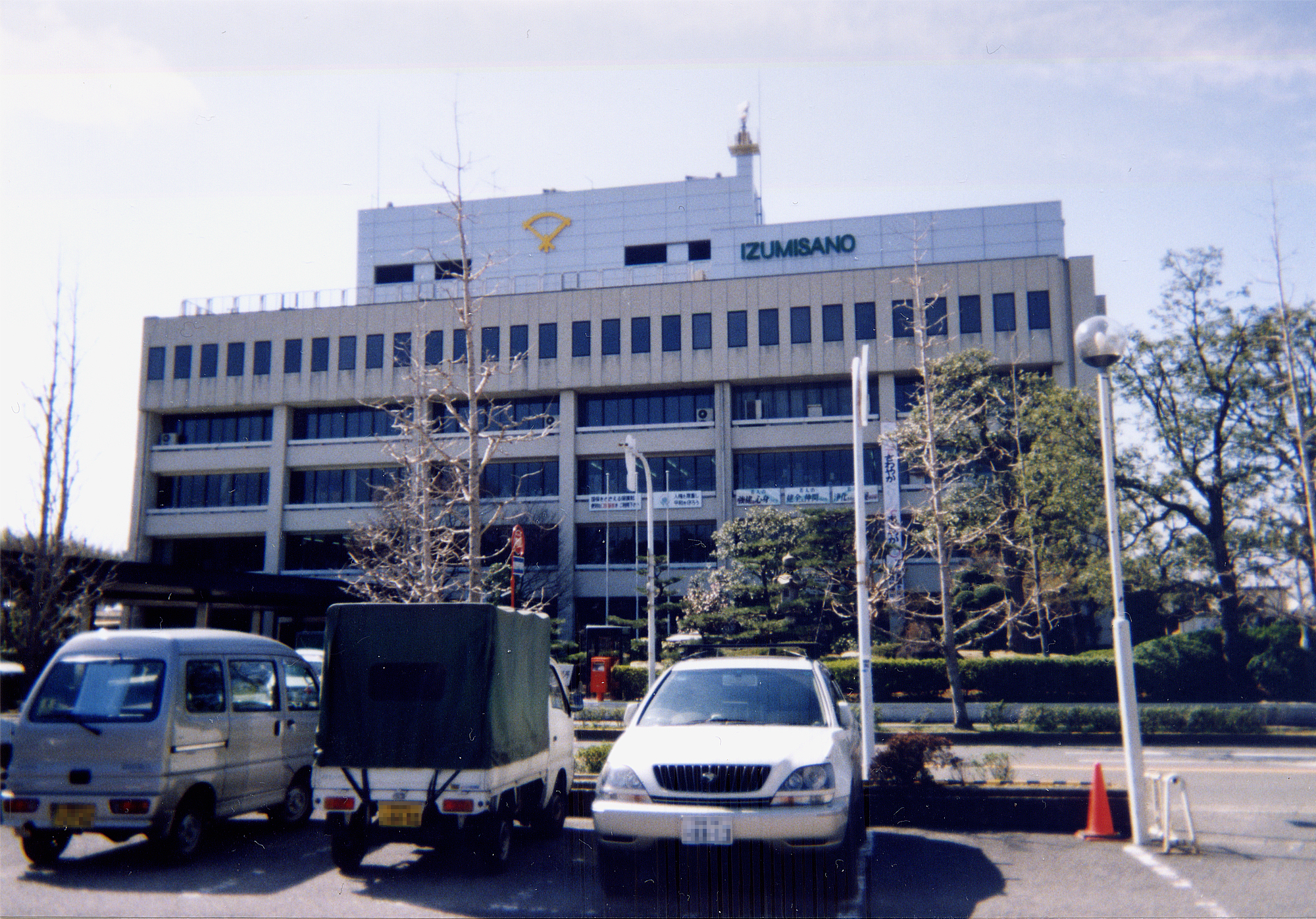
Мэрия города Идзумисано
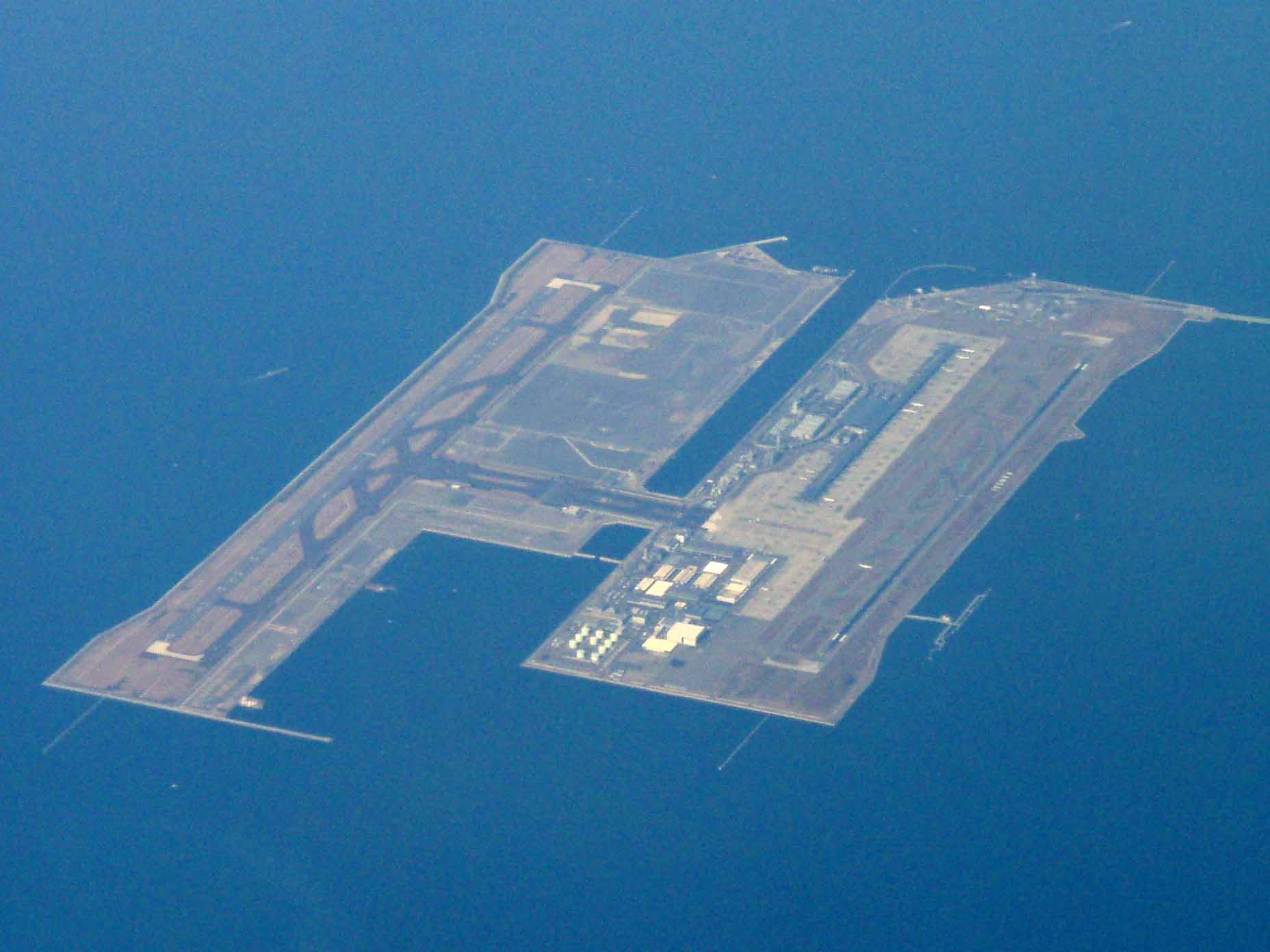
Международный аэропорт Кансай
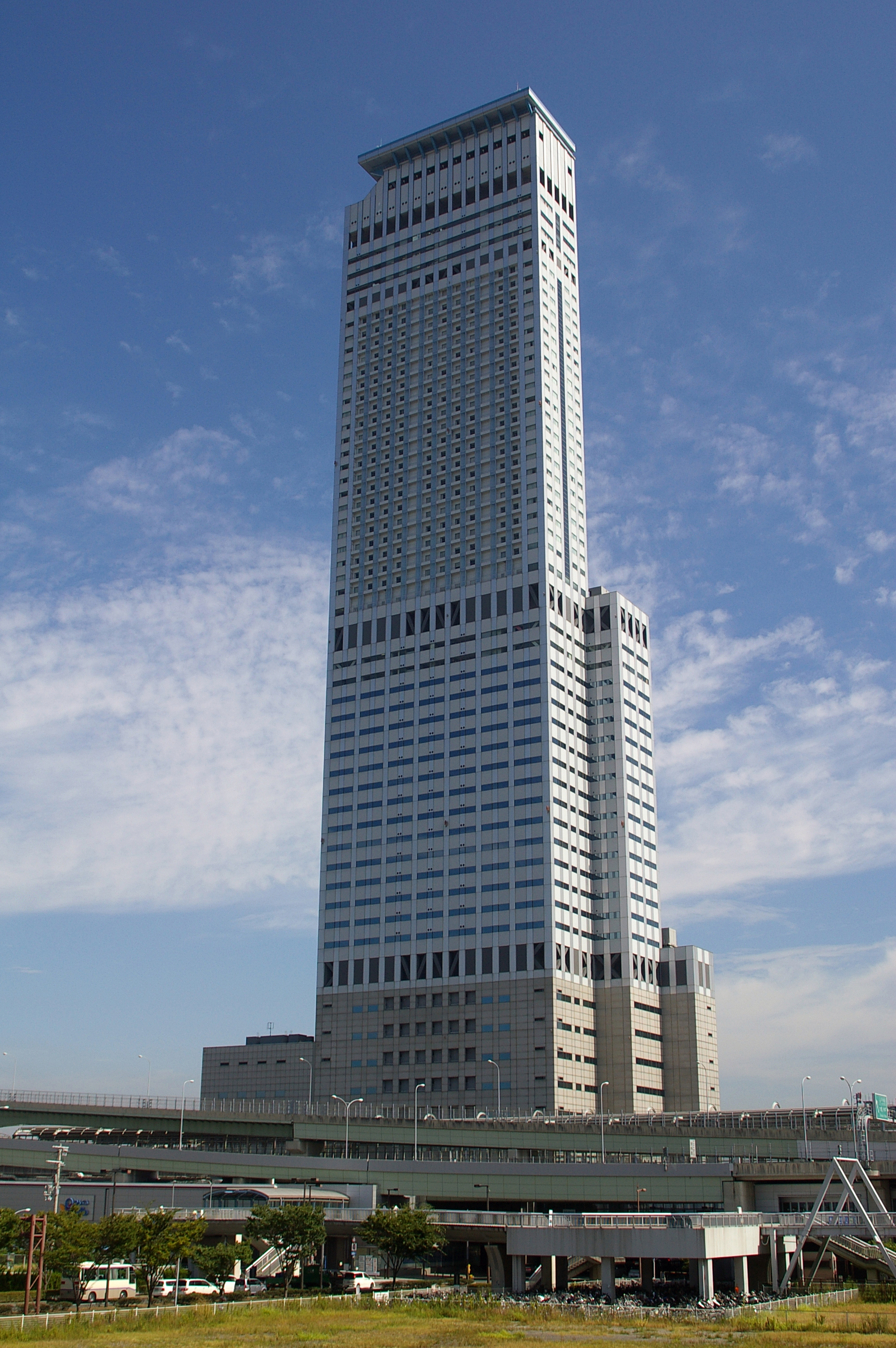
Rinku Gate Tower